# Going in Style (2017)
Going in Style is een Amerikaanse komediefilm uit 2017 onder regie van Zach Braff en geschreven door Theodore Melfi. De film is een remake van het origineel uit 1979 onder dezelfde titel, en volgt het verhaal van een trio gepensioneerden die besluiten een bank te overvallen nadat hun pensioenen zijn stopgezet.
De film ging in première op 30 maart 2017 en ontving gemengde recensies.

## Rolverdeling
- Morgan Freeman als Willie Davis
- Michael Caine als Joe Harding
- Alan Arkin als Albert Garner
- Matt Dillon als FBI-agent Hamer
- Ann-Margret als Annie Santori
- Christopher Lloyd als Milton Kupchak
- Joey King als Brooklyn Harding
- Peter Serafinowicz als Murphy Harding
- Josh Pais als Chuck Lofton
- Maria Dizzia als Rachel Harding
- Kenan Thompson als Keith Schonfield